# Średni Garb
Średni Garb (ukr. Середній Горб) – wieś na Ukrainie, w rejonie jaworowskim obwodu lwowskiego.